# Levelland (Teksas)
Levelland je grad u američkoj saveznoj državi Teksas. Prema popisu stanovništva iz 2010. u njemu je živjelo 13.542 stanovnika.